# Botanophila centaureae
Botanophila centaureae är en tvåvingeart som först beskrevs av Willi Hennig 1970.  Botanophila centaureae ingår i släktet Botanophila och familjen blomsterflugor. Inga underarter finns listade i Catalogue of Life.